# Унцелен
Унцелен (также Унцелин и Унцилин; лат. Uncelenus, нем. Uncelin, Uncilin; умер в 613) — герцог Алеманнии (587—607).

## Биография
Сведений о происхождении Унцелена и его родственных связях с известными из источников правителями Алеманнии не сохранилось. Первое упоминание о нём датировано 587 годом, когда он был назначен королём Австразии Хильдебертом II управлять землями алеманнов. Его предшественником был герцог Леутфред, смещённый со своего поста королём.
После смерти Хильдеберта II в 595 году находившиеся под властью Унцелена территории вошли в состав владений короля Бургундии Теодориха II.
В 605 году герцог Унцелен участвовал в войне Теодориха II с братом того, королём Австразии Теодебертом II. Однако воины Теодориха II выступили против начала братоубийственного сражения. В войске начался мятеж, вынудивший бургундского майордома Протадия бежать. В 606 году в Кьерзи Теодорих II снова собрал войско, но воины и в этот раз отказались начать военные действия. Король направил к войску Унцелена, поручив тому заставить воинов выступить в поход. Однако, прибыв к войску, герцог Алеманнии объявил, что король приказал воинам убить Протадия, что и было исполнено. Неизвестно, действительно ли убийство майордома было совершено по королевскому приказу, или это была инициатива Унцелена. Во всяком случае, ни организатор гибели Протадия, ни исполнители не понесли от Теодориха II никакого наказания. Более того, по желанию войска и знати король Бургундии заключил мир со своим братом Теодебертом II.
В качестве мести за убийство Протадия королева Брунгильда приказала в 607 году ранить Унцелена в ногу. Из-за этого увечья правитель алеманнов не смог дальше сохранять герцогский титул, так как в «Алеманской правде» утверждалось, что только тот мог быть правителем Алеманнии, кто был способен самостоятельно сесть на коня.
О том, кто был непосредственным преемником Унцелена в качестве герцога Алеманнии, сведений не сохранилось. Следующим после него алеманнским правителем, упоминающимся в средневековых источниках, был Гунцо. Смерть Унцелена датируется 613 годом.